# 戸瀬信之
戸瀬 信之（とせ のぶゆき、1959年 - ）は、日本の数学者、慶應義塾大学教授。専攻は数学（代数解析）。
富山県高岡市生まれ。1978年富山県立高岡高等学校卒業。1983年東京大学理学部数学科卒業。1985年東京大学大学院理学系研究科数学専攻修士課程修了。1988年理学博士（東京大学）。北海道大学理学部助教授などを経て、1998年慶應義塾大学経済学部教授。西村和雄、岡部恒治とともに、ゆとり教育批判、学力崩壊の指摘をしたことで知られる。

## 著書
- 経済学を学ぶための微分積分学 エコノミスト社 2000.3 (経済学大系シリーズ)
- 学びたい人の数学 中学校1年 NTT出版 2003.3
- 数学力をどうつけるか 2004.9 (ちくま新書)
- コア・テキスト経済数学 新世社 2005.1 (ライブラリ経済学コア・テキスト&最先端)

## 共編著
- 分数ができない大学生 21世紀の日本が危ない 岡部恒治、西村和雄共編 東洋経済新報社 1999.6 のちちくま文庫
- 算数軽視が学力を崩壊させる 和田秀樹、西村和雄共著 講談社 1999.9
- 経済数学 伊藤幹夫共著 エコノミスト社 1999.9 (経済学標準教科書シリーズ)
- 小数ができない大学生 国公立大学も学力崩壊 岡部恒治、西村和雄共編 東洋経済新報社 2000.3
- 算数ができない大学生 理系学生も学力崩壊 岡部恒治、西村和雄共編 東洋経済新報社 2001.4
- 大学生の学力を診断する 西村和雄共著 2001.11 (岩波新書)
- 経済学とファイナンスのための基礎数学 伊藤幹夫共著 共立出版 2008.11

## 翻訳
- デリバティブの数学入門 Paul Wilmott,Sam Howison,Jeff Dewynne 伊藤幹夫共訳 共立出版 2002.7
- アメリカの教育改革 アメリカ教育省 西村和雄共編訳 京都大学学術出版会 2004.7
- 数学が経済を動かす ドイツ企業篇 G.-M.グロイエル、R.レンメルト,G.ルップレヒト 丸山文綱共訳 シュプリンガー・ジャパン 2009.10
- S-PLUSによる統計解析 W.N.ヴェナブルズ,B.D.リプリー 伊藤幹夫、大津泰介、中東雅樹、丸山文綱、和田龍麿共訳 第2版 シュプリンガー・ジャパン 2009.12